# Karoline Breitinger

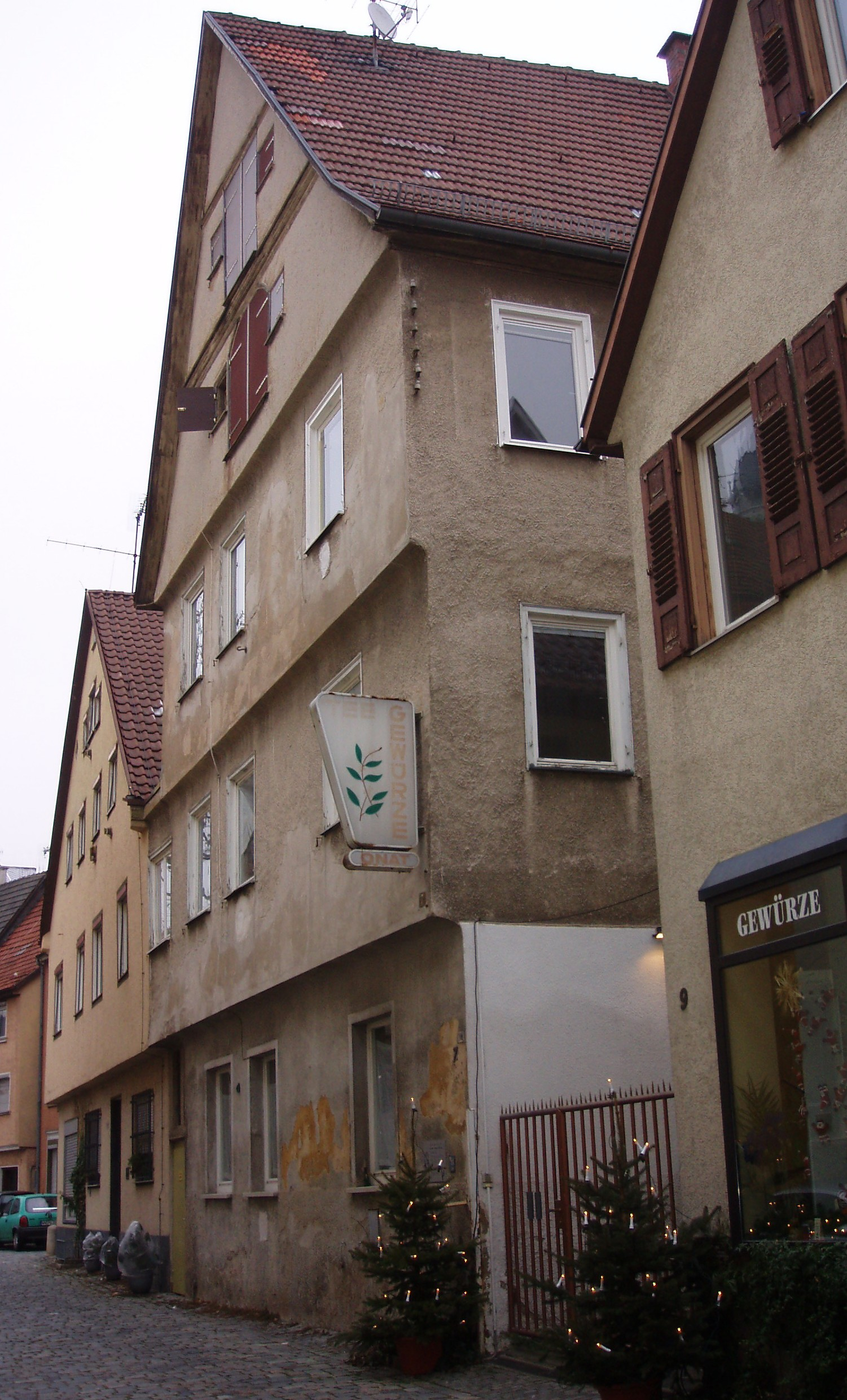
Das Haus, in dem Karoline Breitinger ihre Praxis hatte

Karoline Breitinger (* 4. Mai 1851 in Künzelsau; † 6. September 1932 in Esslingen) war die erste Ärztin Württembergs.

## Leben
Karoline Breitinger wuchs als jüngstes von sieben Geschwistern auf und verlor schon früh ihre Mutter. Ab 1871 lebte sie bei einem ihrer Brüder in Salzburg. Von 1881 bis 1886 ließ sie sich am Pädagogium in Linz zur Volks- und Bürgerschullehrerin ausbilden; 1886 erwarb sie auch in Markgröningen das Diplom einer Volksschullehrerin.

## Karriere
Ab dem Sommersemester 1889 studierte sie zunächst in Zürich Medizin. Da hier ihre Ersatzprüfung nicht als Maturitätszeugnis anerkannt wurde, wechselte sie später nach Bern, wo sie mit einer Arbeit zu Ursachen und Verhütungsmöglichkeiten des Kindsmordes promovierte. Karoline Breitinger durfte sich als Ärztin nicht in Heidelberg oder Tübingen niederlassen, so ging sie nach Esslingen. Auch hier durfte sie nur unter Hinweis auf die ausländische Herkunft ihres Doktorgrads und ohne Medikamente zu verschreiben praktizieren. Da ihre Arbeit dadurch sehr erschwert wurde, bemühte sie sich weiter um eine deutsche Approbation. Der Versuch, in Tübingen die Zulassung zur Staatsexamensprüfung zu erreichen, scheiterte am Widerstand der Universität. Selbst eine Eingabe an den Landtag, die von den Unterschriften von 1400 Frauen aus Esslingen begleitet war, half ihr nichts. Erst eine Änderung der Prüfungsvorschriften 1905, nach der auch Realgymnasiumsabsolventinnen zum Medizinstudium zugelassen wurden, half ihr weiter. Sie studierte nun nochmals in Straßburg, erlangte 1909 ihre Approbation, arbeitete bis 1911 an diversen Krankenhäusern und ließ sich wieder in Esslingen nieder, wo sie noch zwanzig Jahre lang ihre Praxis führte. 

## Nachwirkungen
Ein Hinweisschild am Haus Kupfergasse 7, in dem Karoline Breitinger ihre Praxis hatte, enthält ihre Kurzbiographie. Die Breitingerstraße in Hegensberg und in Künzelsau sind nach Karoline Breitinger benannt. Seit September 2008 trägt die Hauswirtschaftliche Schule in Künzelsau den Namen Karoline-Breitinger-Schule.